# Carles Trepat
Carles Trepat Domingo (1960) es un guitarrista clásico español nacido en Lérida, Cataluña.
Carles Trepat se inició en el estudio de la guitarra a los trece años con Jordi Montagut y en 1976 asistió al último curso que dio Emilio Pujol, quien a su vez fue alumno de Francisco Tárrega. También estudió con José Tomás, Alberto Ponce, Eduardo Sainz de la Maza y Rafael Andia.
Ha ganado premios a nivel internacional entre los que destacan el "Premio Tárrega" del "Certamen Internacional Francisco Tárrega de Benicásim" o el primer premio en la V edición del "Concurso Internacional de Toronto". En julio de 2014, le fue concedido el "Premio Honorífico José Tomás" en Petrel, Alicante.
Carles Trepat ha colaborado como profesor asistente de José Tomás en los cursos de verano de Denia y Vila-Seca y suele interpretar con guitarras históricas de guitarreros tales como Antonio Torres, Joseph Pagés, Santos Hernández, Hermanos Conde o guitarras modernas de José Luis Romanillos o Daniel Bernaert. Normalmente utiliza cuerdas de tripa y seda en sus guitarras históricas.
Se le debe el descubrimiento en tiempos recientes de la música de Miguel García -Padre Basilio-, quien fuera maestro de Dionisio Aguado. 
Ha grabado en CD música de Federico Mompou, Manuel López-Quiroga, Isaac Albéniz, Enrique Granados, Francisco Tárrega, Antonio José, Julián Arcas y Miguel Llobet entre otros.

## Discografía
- "Música espanyola per a guitarra" CD, La mà de guido, 1995

- "Llora la Guitarra" Maestro Quiroga/Carles Trepat CD, Nuevos Medios, 1999

- "El Romancero Gitano i 10 Cançons Tradicionals" Carles Trepat, Jordi Casas Bayer Cor De Cambra Del Palau De La Musica Catalana CD, Discmedi, 1999

- "Carles Trepat interpreta Frederic Mompou" CD , ZANFONIA, 2000

- "El Albaicín" CD, Nuevos Medios, 2007

- "Boccherini: La musica notturna delle strade di Madrid" Cuarteto Casals, Carles Trepat , Eckart Runge. CD Harmonia Mundi 2011

- "Granados-LLobet: ...100 anys d'un viatge" Carles Trepat. 2015

- "Quiroga. Versiones a la guitarra de la copla por Carles Trepat" CD Doble, EMEC, 2015